# Blagaj Rijeka
Blagaj Rijeka är en ort i Bosnien och Hercegovina.   Den ligger i entiteten Republika Srpska, i den nordvästra delen av landet, 200 kilometer nordväst om huvudstaden Sarajevo. Blagaj Rijeka ligger 134 meter över havet och antalet invånare är 587.
Terrängen runt Blagaj Rijeka är kuperad åt nordväst, men åt sydost är den platt. Blagaj Rijeka ligger nere i en dal.Närmaste större samhälle är Prijedor, 20,0 kilometer öster om Blagaj Rijeka. 
Omgivningarna runt Blagaj Rijeka är en mosaik av jordbruksmark och naturlig växtlighet. Runt Blagaj Rijeka är det ganska tätbefolkat, med 67 invånare per kvadratkilometer.